# Peribatodes nigerrima
Peribatodes nigerrima är en fjärilsart som beskrevs av Moreau 1916. Peribatodes nigerrima ingår i släktet Peribatodes och familjen mätare. Inga underarter finns listade i Catalogue of Life.